# Pagão da Bulgária
Pagão (em búlgaro: Паган; romaniz.: Pagan) ou Pagano (em grego medieval: Παγάνος) foi o cã búlgaro entre 767 e 768. 

## História
Pagão foi identificado como sendo membro da facção da nobreza búlgara que buscava estabelecer uma relação pacífica com o Império Bizantino. Depois de ascender ao trono depois do assassinato de seu predecessor, Tócto, ele foi com toda a sua corte negociar com o imperador bizantino Constantino V Coprônimo em algum lugar da Trácia bizantina. No calor das conversas, o imperador se mostrou disposto a manter a paz na Bulgária, repreendeu os búlgaros pela anarquia que estavam vivendo (Pagão era o sétimo cã em 15 anos) e por eles terem deposto o antigo cã Sabino, que ainda vivia refugiado em Constantinopla. A paz foi firmada e Pagão retornou para casa.
Neste ponto, Constantino V subitamente traiu sua palavra, invadiu a Bulgária e conseguiu atravessar rapidamente os perigosos passos de montanha para invadir o coração do estado búlgaro, ateando fogo a diversos assentamentos próximos à capital, Plisca. Constantino V resolveu prosseguiu em sua campanha e voltou pra casa, mas, mesmo assim, Pagão teve que enfrentar a fúria de seus súditos, que o acusaram de credulidade e inabilidade. O monarca fugiu para Varna, mas foi assassinado por seus próprios servos.
A compilação do século XVII dos búlgaros do Volga, Ja'far Tarikh, uma obra cuja autenticidade é disputada, apresenta Boian (Pagão) como sendo filho do antigo cã Buneque (Vineque) e atribui a ele a expulsão de Sain (Sabino).